# Сланов, Константин Гаврилович
Константи́н Гаври́лович Сла́нов (осет.: Сла́нты Гаврилы фырт Къоста́; 1926 — 1998) — советский осетинский и российский актёр театра и кино. Народный артист РСФСР (1969). Лауреат Государственной премии РСФСР им. Станиславского (1984).

## Биография
Родился 20 декабря 1926 года в Северной Осетии. Осетин. Воспитывался вместе с двумя братьями и сестрой в крестьянской семье. В 1935 году В с.Гизель под руководством Майрама Канукова был организован драмкружок. Поставили пьесу Е.Бритаева «Две сестры», в которых Сланов сыграл свою первую роль.   1940 году поступил в театр студию при Северо-Осетинском драматическом театре. Экзаменом на творческую зрелость для Славова стала роль Маркиза де Сотанвиля из комедии Мольера «Жорж Данден,или Одураченный муж». Молодой актер справился с ролью, после чего завоевал признание зрителей и занял прочное место среди ведущих актеров осетинского театра. С 1943 года — актер этого театра (ныне Северо-Осетинский государственный академический театр имени В. В. Тхапсаева). За годы работы в театре сыграл свыше 200 ролей. Коста Сланов также получил признание как киноактер, снявшись в нескольких фильмах («Так рождается песня», «Прощайте, коза и велосипед», «Сюрприз», «Сбереги башню», «Возвращение Урузмага», «Кольцо старого шейха», «По следам Карабаира»). 
Скончался 1998 году во Владикавказе. Похоронен на Аллее Славы во Владикавказе.

## Основные роли в театре
- «Слуга двух господ» К. Гольдони — Труффальдино
- «Бабьи сплетни» К. Гольдони — Лелио
- «Король Лир» Шекспира — Шут
- «Женихи» А. И. Токаева — Кази
- «Желание Паша» Д. А. Туаева — Мысост
- «Снегурочка» А. Н. Островского — Лель
- «Победители» Б. Ф. Чирскова — шофёр Минутка
- «Любовь Яровая» К. А. Тренёва — Пикалов
- «Чермен» Г. Д. Плиева — Дакко
- «Нашествие» Л. М. Леонов — Семён Ильич Кокорышкин

## Награды и звания
- Орден «Знак Почёта» (5 октября 1960)
- народный артист РСФСР (1969)
- заслуженный артист РСФСР (1957)
- народный артист СОАССР (1955)
- заслуженный артист СОАССР
- Государственная премия РСФСР имени К. С. Станиславского (1984) — за исполнение роли в спектакле «Тимон Афинский» У. Шекспира